# أليكس ديفلين
أليكس ديفلين (بالإنجليزية: Alex Devlin)‏ (و. 1949  م) هو لاعب كرة سلة  كندي، ولد في إدمونتون، شارك في الألعاب الأولمبية الصيفية 1976، وبطولة كأس العالم لكرة السلة 1974، مركز لعبه هو مدافع مسدد الهدف.